# Вестмарк (рейхсгау)

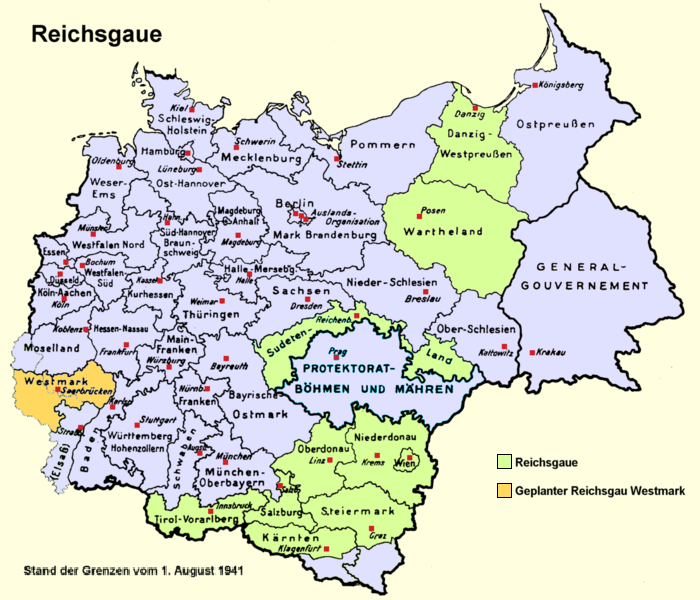
Великая Германская империя на 1 августа 1941 года: рейхсгау Вестмарк отмечено оранжевым цветом

Рейхсгау Вестмарк (Западная марка, нем. Reichsgau Westmark) — планируемое к созданию рейхсгау в западной части нацистской Германии, создание которого так и не было завершено.

## История
В 1925 году было создано партийное гау Райн-Пфальц с центром в Нойштадте-ан-дер-Вайнштрасе. В 1926 году главой гау становится Йозеф Бюркель. После того, как в 1935 году результате референдума Саарская область вновь становится территорией Германии, Рейн-Пфальц вместе с Сааром образуют гау Пфальц-Саар, которое с 1936 года переименовывается в гау Саар-Пфальц.
После оккупации Франции и введения гражданского управления на территории немецкоязычной части Лотарингии, которая ранее уже находилась в составе кайзеровской империи, а с 1918 года являлась частью Франции в виде департамента Мозель, на западе Германской империи планировалось создание нового рейхсгау, которое включало бы в себя относящийся к Баварии округ Пфальц, вновь присоединённую Саарскую область и аннексированную у Франции Лотарингию. Несмотря на то, что все три территории, по факту, уже управлялись одним и тем же человеком (Йозеф Бюркель), который одновременно являлся рейхскомиссаром в Сааре и рейхсштатгальтером в Пфальце, а также перенял на себя и функции главы гражданской администрации в Лотарингии, формально создание нового рейхсгау так и не было произведено. Однако уже с декабря 1940 года все три территории были объединены в партийное гау Вестмарк с административным центром в городе Саарбрюккен.